# اعلامیه اصول مدارا

مدارا با کوتاه آمدن هم‌طراز نیست

اعلامیه اصول مدارا در بیست و هشتمین نشست کنفرانس عمومی سازمان یونسکو که از ۲۵ اکتبر تا ۱۶ نوامبر ۱۹۹۵ در پاریس
برگزار شد، توسط کشورهای عضو یونسکو اعلام و تصویب شد.
کشورهای عضو یونسکو با تأکید بر این نکته که مدارا تنها یک اصل بسیار با ارزش نیست، بلکه پیش‌شرط ضروری برای صلح و رشد اقتصادی و اجتماعی همه ملت‌ها است، به ضرورت گسترش فکر مدارا در جوامع بشری، اشاره نموده و اعلامیه اصول مدار را در شش ماده (مفهوم مدارا، مدارا و دولت، ابعاد اجتماعی، آموزش و پرورش، تعهد برای عمل، روز جهانی مدارا تنظیم نمودند.

## نامدارایی، تهدیدی برای صلح
اعلامیه اصول مدارا در آغاز با اشاره منشور یونسکو، منشور سازمان ملل متحد و تآکید بر آزادی عقیده که اصل خدشه ناپذیر اعلامیه جهانی حقوق بشر است، به میثاق‌های شناخته شده بین‌المللیتوجه می‌دهد و با نگرانی از رشد نامدارایی و خشونت و تروریسم، نژادپرستی و بیگانه ستیزی و یهودی ستیزی، به حاشیه راندن و تبعیض علیه اقلیت‌های ملی، قومی، مذهبی و زبانی، اذیت و آزار پناهندگان... و گروه‌های آسیب‌پذیر جامعه... ، تصریح می‌کند همه اینها تحکیم صلح و دمکراسی را در سطح ملی و بین‌المللی تهدید کرده و مانع توسعه می‌شوند.

## مدارا با کوتاه آمدن هم‌طراز نیست
در ماده یکم اصول مزبور ضمن تعریف مداراقید شده است: مدارا با کوتاه آمدن، تمکین یا چشم‌پوشی هم‌طراز نیست... مدارا به معنای پذیرش این واقعیت است که همه انسانها، با تمامی اختلافات ظاهری، موقعیتی، زبانی، رفتاری و ارزشی، حق آن را دارند که در صلح زندگی کنند و همان‌طور که هستند، باشند. به علاوه تحمیل دیدگاه‌های شخصی به دیگران مجاز نیست.
در ماده دوم تآکید شده مدارا در سطح عملکرد دولتی مستلزم عدالت و بی‌طرفی در دستگاه قانون‌گذاری، در کاربرد قوانین، در دادگستری و نظام اداری است. همچنین لازمه این امر برخوردار شدن بدون تبعیض تک تک افراد از امکانات اقتصادی و اجتماعی است.
در ماده سوم با توجه به ویژگی‌های دوران جدید (جهانی‌شدن اقتصاد، روزافزونی تحرک، ارتباطات، همزیستی و وابستگی متقابل، مهاجرت‌های گسترده و رانده شدن کل ساکنین مناطق، شهرنشینی و دگرگونی الگوهای اجتماعی) تآکید شده مدارا از هر زمان دیگری مهم‌تر است. چرا که هر بخش از جهان نمودی از گوناگونی است و نامدارئی و نفاق بگونه‌ای فزاینده هر منطقه‌ای را تهدید می‌کند و این امر به یک کشور محدود نمی‌شود، بلکه یک خطر جهانی است.
در ماده چهارم قید شده یکی از عاجل‌ترین اهداف آموزشی تربیت برای مدارا است و ضرورت دارد جهت تعلیم مدارا متدهای آموزش عقلانی و با برنامه تنظیم گردند که به روشنگری دربارهٔ ریشه‌های فرهنگی، اجتماعی، اقتصادی، سیاسی و مذهبی نامدارائی پرداخته – و از این طریق علل عمیق‌تر خشونت و محروم‌سازی را روشن کنند.
در ماده پنجم کشورهای عضو یونسکو تعهد می‌کنند مدارا و عدم خشونت را از طریق برنامه‌ها و سازمان‌ها در سطوح آموزشی، علمی، فرهنگی و ارتباطات ترویج نمایند و در ماده ششم با هدف بیدار کردن افکار عمومی درباره مسئله مدارا، روشن کردن خطرات نا مدارائی و تأکید بر تلاش عملی خود، ۱۶ نوامبر را روز جهانی مدارا اعلام می‌کنند.